# Сецесион
Сецесион (от немски: Sezession, „отцепване“) е наименование, прието от тези немски и австрийски художници от края на 19 век, които се противопоставят на системата на салона. Типът изкуство, наложен от тези групи художници, отговаря на стила югендстил. Изкуствоведите разглеждат термина сецесион като синонимен на ар нуво и модерн.
Отличителни черти: много декоративен, орнаментът придобива изключително значение, линията играе много важна роля, формата често се изгражда плоскостно, а в монументалните изкуства витражът отново става популярен. Сецесионът черпи вдъхновение от източното изкуство, особено от японската гравюра, а и от средновековните изкуство и фолклор.

## Сецесионът в архитектурата
Той възниква паралелно с еклектиката, един стил на смесване на различни традиционни влияния и форми.

## Материали
Фасадите са с употреба на стъкло, което дава възможност за зимните градини. Стоманобетонът е в леко закръглените сводове на аркадите, вратите и прозорците. Желязото измества камъка от балконите и ги обгражда с извити ажурени парапети.
За интериора са характерни еднотоновите гами от кадифеноплътни, тъмни цветове.

## Разпространение
Стилът се развива в различни страни, където носи различни имена: в Германия – „Югендстил“, в Австрия – „Сецесион“, в Англия – „Либерти“, във Франция – „Ар нуво“, в Испания – „Модернисимо“, в Русия и други страни – „Модерн“. Някои го отричат, други го величаят. За едни той е стил, за други – упадъчно художествено течение. Но той е първата крачка към търсене на нови форми, които да премахнат илюзиите на еклектизма за изграждане на Идващото чрез средствата на Отминаващото и разчиства до известна степен пътя на съвременния интериор.

## В България
Стилът прониква в България в началото на XX век посредством чуждестранните художествени списания, българските архитекти и художници, учили в чужбина – Германия, Австрия и Чехия, както и чрез художниците-чужденци, работещи и преподаващи в България (напр. Раймонд Улрих и Йосиф Питер).

### Изобразителни изкуства
До войните стилът се прилага за украса на книги и луксозни списания с винетки и заставки. След края на Първата световна война прояви на сецесион се наблюдават при Иван Милев, Иван Пенков, Сирак Скитник, Иван Бояджиев, Николай и Стоян Райнови, Иван Лазаров, Кирил Шиваров, Майстора, Никола Кожухаров и Емануил Ракаров, като са характерни по-голяма условност и декоративност в сравнение с предвоенния период. Някои художници са повлияни от немския експресионизъм, от произведенията на Мунк, Гоген и Матис, както и от уклона към примитивизъм в немското изкуство. Художниците възприемат сецесиона от различни национални школи – Иван Милев е повлиян от Густав Климт, Сирак Скитник е под въздействието на художниците от „Мир искусства“. Въпреки че в много европейски държави този стил вече е изживял времето си, в България той остава актуален и през 1920-те години.

### Архитектура
В архитектура се разпространява около десетилетие след възникването си в европейските метрополии. Завършената през 1904 г. къща на д-р Функ се смята за първата сграда в столицата в стила сецесион. Нейни автори са архитектите Кирил Маричков и Георги Фингов.
В края на 1920-те години е построена къщата на банкера Димитър Иванов на ул. „Сан Стефано“ № 6 в София, известна като „Къщата с ягодите“. Неин автор е арх. Георги Кунев.